# Parmotrema expansum
Parmotrema expansum är en lavart som beskrevs av Hale. Parmotrema expansum ingår i släktet Parmotrema och familjen Parmeliaceae.   Inga underarter finns listade i Catalogue of Life.